# Huaycán de Pariachi
Huaycán de Pariachi (Zona Arqueológica Monumental Huaycán de Pariachi) é um sítio arqueológico no Peru. Está localizado em Huaycán, Ate (distrito), Lima. Ele está localizado ao sul do Rio Rímac.
Fazia parte da Cultura Ichma e do Império Inca.

## Descrição
Antes da conquista espanhola, Huaycán de Pariachi era um dos principais centros administrativos do médio vale do Rímac. Durante o período Intermédio Tardio (900 - 1450 dC) os Ichma tiveram uma presença local muito importante, que durou até o horizonte tardio (1450 - 1532 dC), quando os incas chegaram à costa central e os assimilaram.

## Restauração e investigações
Huaycán de Pariachi não foi totalmente investigado. No entanto, vários arqueólogos visitaram o local, incluindo o Dr. Julio C. Tello na década de 1940. Arturo Jiménez Borja realizou trabalhos de restauração e conservação na década de 1970. Explorações arqueológicas solicitadas pela cidade de Huaycán perante o INC em 1985 ajudaram a definir sua área intangível . Em 2015, foi realizado o Projeto de Pesquisa Arqueológica do Ministério da Cultura do Peru.

## Gallery

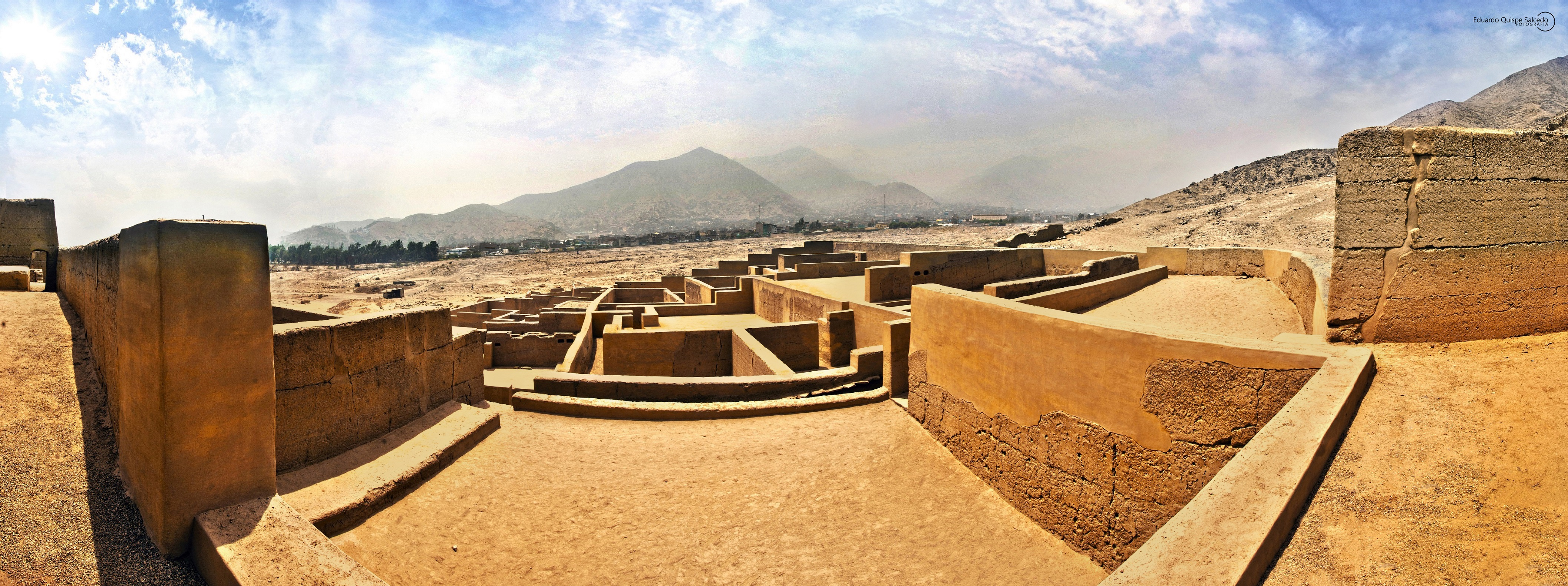
Huaycán de Pariachi
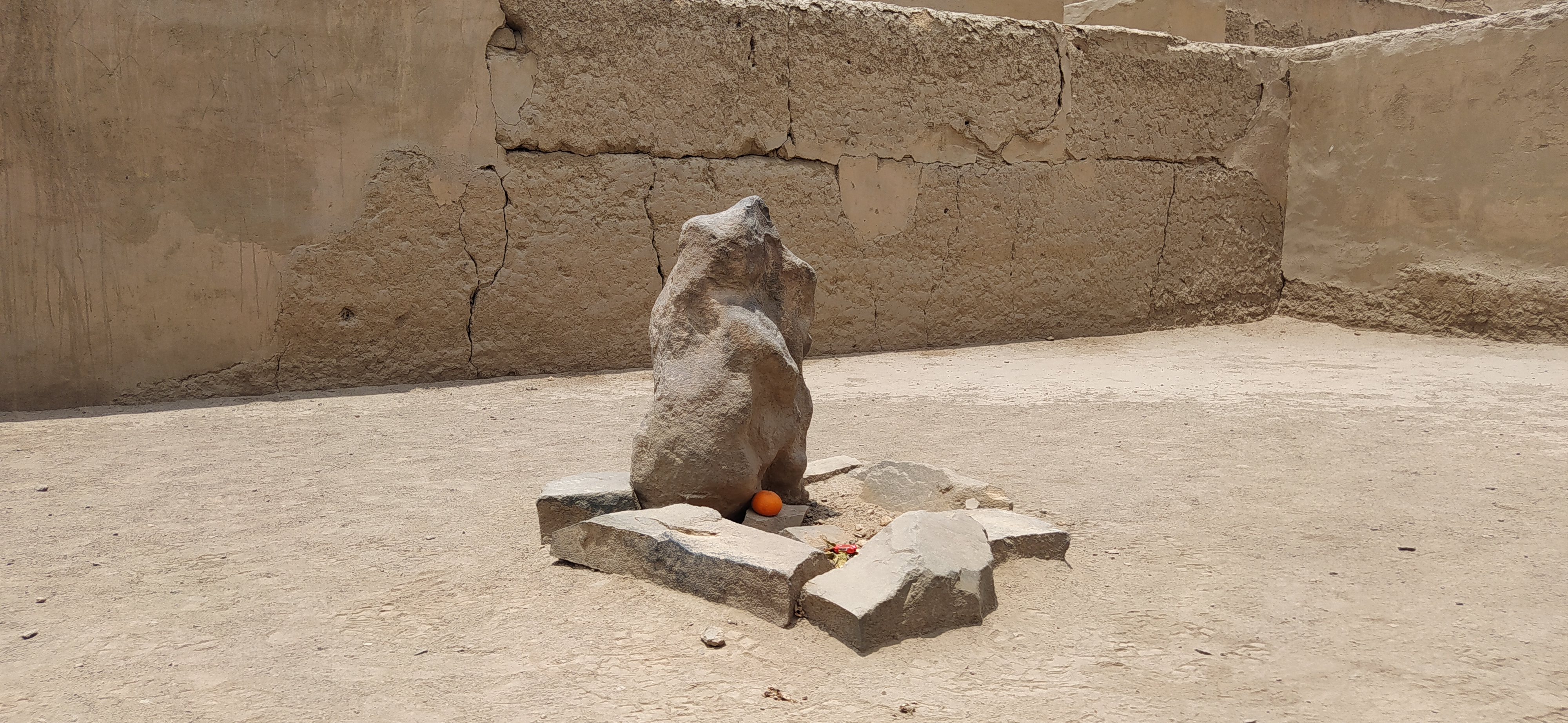
Huaycán de Pariachi
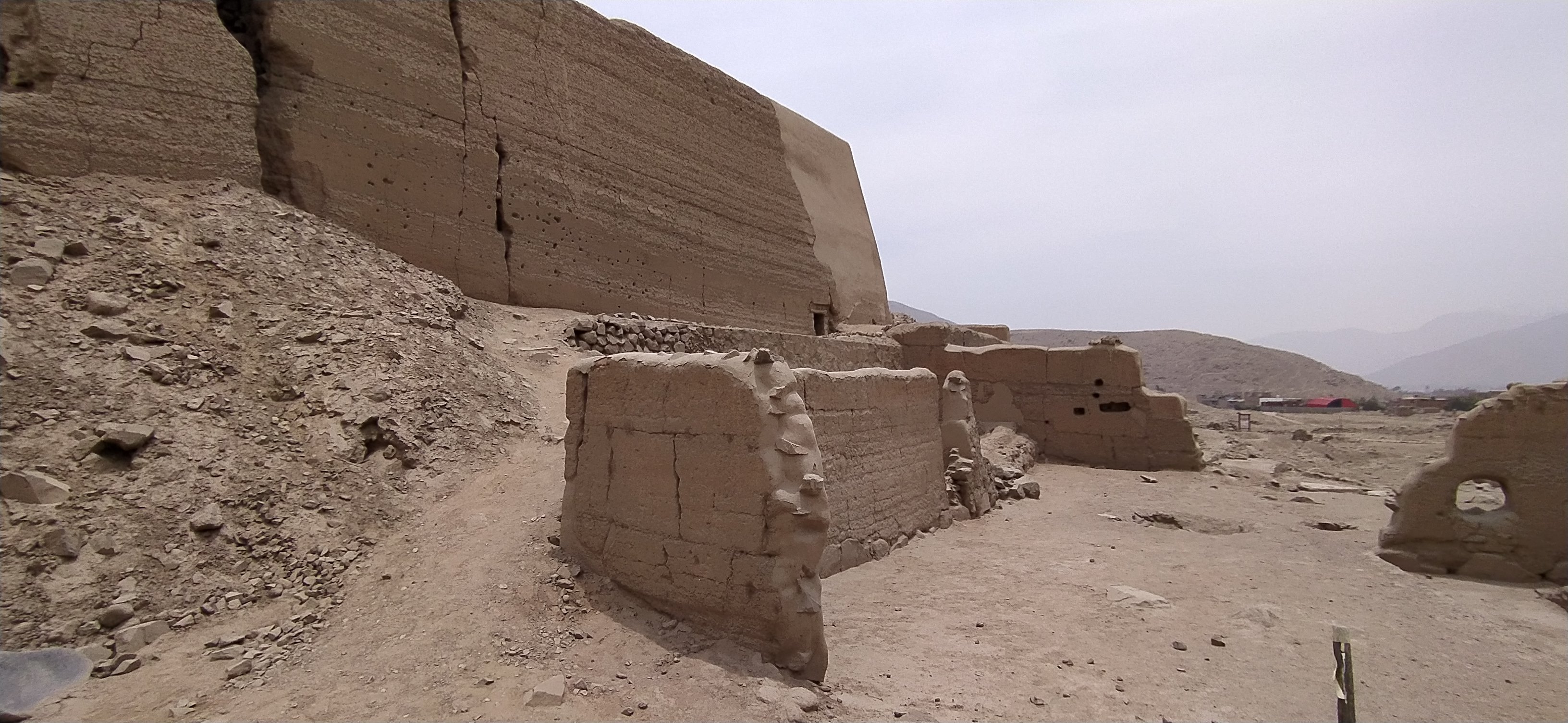
Huaycán de Pariachi